# 被偷走的那五年
《被偷走的那五年》（英語：The Stolen Years）是由香港導演黃真真執導的一部2013年愛情電影，白百何、張孝全等人主演，2013年8月29日在中國大陸首映，同年9月12日和9月13日分別在香港和臺灣上映。

## 劇情
事業和婚姻原本都很美滿的何蔓（白百何飾），突然有一天一覺醒來，竟然被告知她與深愛的老公謝宇（張孝全飾）在兩年前已經離婚了，他身邊還多了一個新女友Lily（安心亞飾），原來何蔓因一次車禍而意外陷入昏迷，醒來後失去了前5年的記憶。何蔓想知道這5年裏究竟發生了甚麼事令他們離婚收場？為什麼曾經最好的朋友陸小環（范瑋琪飾）與自己反目成仇？為什麼公司的同事們見她回來都敬而遠之？前夫謝宇答應幫她尋回這5年生活的點滴線索，開始在生活與職場上詳細說明她的過往。
原來何蔓失憶之前是個事業得意的女強人，但職場的步步高升也讓她個性變得自大強硬，與以往的溫柔體貼大不相同，所以同事、朋友與丈夫都對她疏遠，而在離婚沒多久後便出車禍喪失了中間的記憶。
失憶後的何蔓又變回當初那位討喜溫柔的女孩，在謝宇幫她找回記憶的過程中何蔓也贏回了友情與丈夫的愛情，但是車禍的後遺症仍讓她隨時會忘記身邊的事物，所以何蔓決定開刀治療，但不幸手術失敗癱瘓，身體也日益虛弱甚至截肢。病榻上的何蔓希望謝宇關掉儀器停止治療，讓自己立刻離開只剩病痛等死的人生，謝宇也不用陪著自己受苦；原本謝宇不願放棄何蔓，直到好友丹尼的一席話後改變心意。
最終謝宇替何蔓套上婚戒並作一番深情告白，關掉儀器後兩人相擁而泣，漸漸的病房只剩謝宇的哭聲。

## 演員表
| 演員   | 角色   | 介紹             |
| 白百何 | 何蔓   | 謝宇前妻         |
| 張孝全 | 謝宇   | 何蔓前夫         |
| 范瑋琪 | 陸小環 | 何蔓好友         |
| 安心亞 |        | 謝宇女友         |
| 林暐恆 | 丹尼   | 謝宇朋友         |
| 谢君豪 | 張醫生 | 何蔓主治醫生     |
| 戴君竹 | 何琪   | 何蔓姐姐         |
| 伍思凱 | 盧懿明 | 何蔓心理醫師     |
| 樊光耀 | 菲利普 | 何蔓、謝宇的上司 |

## 歌曲
- 《悄悄告訴你》

主题曲是由范瑋琪作曲和演唱的，葛大為作词，是一首關於「記憶」的主題曲；范瑋琪表示想用此歌曲告訴大家，人很多時候應該像劇中女主角般把生命中曾經的抱怨和不滿情緒都遺忘，留著那些最美的記憶在生活裡，繼續樂活下去；
- 《如果不是》

片尾曲由楊炅翰演唱、作词和作曲。
- 《健忘》

插曲由許茹芸演唱（詞：小寒、曲：許哲珮）
- 《有一個人》

片中求婚片段的插曲，是香港音樂人黎允文為本片量身訂做，由Syl Chan和Jenny Ho（兩人客串公司同事）演唱。

## 花絮

### 取景地區
《被偷走的那五年》在上海、台中、墾丁及台北取景拍攝。

### 台詞
- 「想不通為什麼一睜開眼你就不是我的了！」（何蔓）[5]
- 「所有的故事都有個結局。但幸運的是，我們的生活中，每個結局會變成一個新的開始。」[5]
- 「一個人的時候，喜歡哼著熟悉的曲子，看看書，想想過去，日子就很輕易走了！」[5]
- 「只要在你人生中每一個重要的時刻，我知道你心裡有我，那我就無憾了。」[5]

## 票房

### 中國大陸
首週四天票房6600萬元人民幣，加上此前的點映，共收穫6708萬元人民幣，位列該週票房榜亞軍；次週收穫5500萬元人民幣，比上周下跌17%，但是仍然位列該週票房榜亞軍；第三週取得2248萬元人民幣，位列第四名，累積票房1.45億元人民幣，是2013年中國大陸暑假檔最後一部過億電影。導演黃真真憑藉該片成為繼胡玫、徐靜蕾、李玉和金依萌之後又一位在中國內地票房破億的女導演。根據《中國電影報》官方微博顯示，至9月22日累積票房為1.48億元人民幣。

### 香港
首週（包括優先場）票房共203萬港元，是該週的票房榜季軍。其後票房反弹並蝉联2週的票房榜冠軍，至10月13日累積票房為1789萬港元。

### 台灣
首週三天票房近新台幣1000萬元，為該週的周末新片票房冠軍，也是該週的週末票房榜亞軍；次周逆勢奪台北票房榜冠軍；最終全台票房為新台幣8800萬元。
| 上一届： 《激戰》   | 2013年香港一週票房冠軍 第37-38周（9月16日－9月29日） | 下一届： 《逃出生天3D》 |
| 上一届： 《總舖師》 | 2013年台北週末票房冠軍 第38周                        | 下一届： 《賈伯斯》     |

## 爭議事件
本片被指控抄襲，男主角對女主角二度求婚時的劇情，被指控與國外網路求婚片段除歌曲外極為相似，導演黃真真坦承有參考，但強調靈感是來自朋友。
本片標題手寫字體被控未經授權使用了新蒂下午茶體。
本片架構與蘇菲金索拉小說《還記得我嗎》、查寧塔圖演的〈愛‧重來〉、韓國的〈腦海中的橡皮擦〉、法國的〈記得我愛你〉極度相似。
台灣媒體報導的新聞中，參演電影《被偷走的那五年》(原名為:最後一次說愛你)的女主角白百何被指稱其在拍攝電影其間入住王朝大酒店曾發生行李失竊，電影所屬的製片公司其後被指用行李失竊為由，拒絕支付飯店住宿費。在此，《被偷走的那五年》劇組發表聲明澄清事件，劇組表示指這件事情無關「白百何在此次事件中完全属于权益受害者，她和随行人员的酒店房费都属于剧组开支，和其个人完全无关。而她的私人物品在酒店内被窃，酒店方面至今也未有任何处理方案」，稱是酒店與劇組之間的問題，白百何屬於受害人。

## 獎項及提名
本片入圍第16届上海國際電影節的競賽部分。
| 獎項                 | 類別     | 名字               | 結果 |
| -------------------- | -------- | ------------------ | ---- |
| 第16届上海國際電影節 | 最佳影片 | 《被偷走的那五年》 | 提名 |

## 周邊商品
| 書名                           | ISBN               | 页  | 作者                                                    | 出版社                       | 發行日期     |
| ------------------------------ | ------------------ | --- | ------------------------------------------------------- | ---------------------------- | ------------ |
| 《被偷走的那五年》電影同名小說 | ISBN 9789865823283 | 280 | 黃真真/ 侯穎衍/ 鄭善瑜（劇本原著） 八月長安（小說改寫） | 印刻文學生活雜誌出版有限公司 | 2013年9月1日 |

## 相關文藝
- 遺忘 (電視電影)
- 明日的記憶